# Zakopanke
Zakopanke (znanstveno ime Geopora) so rod gliv iz družine ognjark (Pyronemataceae).

## Seznam zakopank Slovenije[3]
- peščinska zakopanka (Geopora arenosa)
- cedrova zakopanka (Geopora sumneriana)